# Santa Maria d'Argelaguer
Santa Maria d'Argelaguer és un monument del municipi d'Argelaguer protegit com a bé cultural d'interès local.

## Descripció
L'església de Santa Maria d'Argelaguer és d'origen romànic malgrat les nombroses reformes portades a terme durant els segles XVI, XVII i XVIII. Conserva, amagada per les construccions posteriors, bona part de l'estructura romànica del segle xi. Pujant al campanar, podem veure l'absis, amb restes dels arcs llombards originals, i la paret del migdia de la nau que presenta una bonica cornisa decorada amb dents de serra. A l'exterior de l'absis, al costat de llevant, conserva, a la seva base, restes de les columnes que sostenien arcs llombards.
En el decurs dels segles XVI-XVII i XVIII es portaren a terme nombroses obres d'ampliació que amagaren la factura romànica. El 1571 s'acabà la sagristia afegida a migjorn, segons es desprèn de la llinda de la porta. La porta principal va ser acabada l'any 1573. a l'extrem sud de la façana oest hi ha dues pedres cantoneres amb la data de 1643, any en què degué quedar enllestida l'ampliació de l'edifici per aquesta banda. El campanar és al costat de migdia i té dues pedres cantoneres on consta la data de 24 de març de 1759. La nau que amplià el temple pel costat nord és de principis de segle xx.
Porta
Situada a ponent. Disposa d'arcs en degradació sostinguts per columnes de base llisa, fust cilíndric, i capitells ornats amb fulles d'acant. Tot queda protegit per una cornisa semicircular. Al timpà fou esculpida una curculla oberta i la llinda presenta la data de 1573
Cor
En el decurs de les ampliacions realitzades a Santa Maria es va construir el cor de l'església sostingut per un gran arc rebaixat amb volta nervada; quatre de les claus de volta presenten elements florals estilitzades i la cinquena una estrella de cinc puntes.
Les capelles del costat dret de la nau presenten voltes nervades amb una clau cada una; una d'elles està decorada amb una figura en alt relleu d'un bisbe i l'altra, presentava una altra imatge, avui desapareguda.
Pica de batejar situada a l'interior de l'església, col·locada damunt d'una base molt més moderna. Està ubicada al costat esquerre de la nau principal, en una capella de construcció molt més tardana que els murs romànic conservats en el temple. Disposa de vuit cares i està ornada amb fullatges estilitzats; porta la data: 1 6 2 5. Amida 74cm de diàmetre; 115cm d'alçada total i sense la base 55cm.

## Història
Trobem citada per primera vegada aquesta església a un judici, celebrat l'any 1004 al castell de Besalú, en el qual el Bisbe de Girona, Odó, reclama el temple d'"Argelagario" al Comte Bernat Tallaferro. A conseqüència d'aquest judici, l'església d'Argelaguer fou restituïda a la canònica gironina. Figura com "ecclesia de Argilagario" a les "Rationes Decimarum Hispaniae" (Diòcesi de Girona) dels anys 1279 i 1280; i se cita també als nomenclàtors de les darreries del segle xiv, als quals surt anomenada com "Ecclesia parrochialis sancte Marie de Argilagueriis".